# Keith Flint
Keith Charles Flint (Braintree, 17 settembre 1969 – Great Dunmow, 4 marzo 2019) è stato un cantante e ballerino britannico, cofondatore del gruppo musicale The Prodigy.

## Biografia
Flint nacque e crebbe nell'Essex, a Braintree, dove frequentò la Alec Hunter High School. In seguito frequentò la nota Boswells School of Performing Arts. Alla fine degli anni ottanta portava i capelli lunghi e incontrò il DJ Liam Howlett ad un rave party ed espresse il suo apprezzamento per i suoi gusti musicali. Dopo aver ricevuto un mixtape dallo stesso, Keith, entusiasta, insistette sul fatto che avrebbero dovuto collaborare in un progetto musicale, insieme a Leeroy Thornhill, amico di Keith. Nel 1990 iniziò così l'avventura artistica dei The Prodigy.
Inizialmente Flint era uno dei due ballerini del gruppo, ma nel 1996 cominciò la sua carriera di cantante nel singolo Firestarter; il relativo videoclip mostrava il nuovo look punk di Flint. Nell'album Invaders Must Die (2009) Flint cantò in vari brani, tra cui i singoli Omen e Take Me to the Hospital. Nel 2012 ha collaborato con l'artista dubstep Caspa per il singolo War. Flint ha partecipato a vari progetti, tra cui alcuni con i gruppi Flint e Clever Brains Fryin', ma solo un singolo (Aim4) con i Flint è stato pubblicato mentre l'album di debutto (Device #1) è stato cancellato prima della pubblicazione. Esistono poche copie promozionali di Device #1, che non contengono tutte le canzoni che avrebbero dovuto apparire nella versione finale.
Il 4 marzo 2019, con la moglie assente per un viaggio in Giappone, Flint si è impiccato nel suo appartamento a Great Dunmow.
Il funerale si è tenuto il 29 marzo 2019 con una processione pubblica di 2,5 km, a cui hanno partecipato fan provenienti da tutto il mondo, seguita da una cerimonia privata nella chiesa di St Mary's a cui hanno partecipato familiari e amici. L'indagine dei coroner dell'8 maggio 2019 ha stabilito tuttavia che non vi erano prove sufficienti per concludere con sicurezza che si trattasse di suicidio. Il 24 luglio dello stesso anno è stata pertanto riaperta l'inchiesta sulla sua morte, in quanto gli esami autoptici effettuati sul cadavere avevano rivelato il consumo, nelle ore appena antecedenti il decesso, di alcol, cocaina e codeina (oppiaceo utilizzato come analgesico), ma il rapporto non indicò nulla di sospetto, lasciando aperte la possibilità di un incidente o di un suicidio.

## Discografia

### Con i The Prodigy
- 1992 – Experience
- 1994 – Music for the Jilted Generation
- 1997 – The Fat of the Land
- 2009 – Invaders Must Die
- 2015 – The Day Is My Enemy
- 2018 – No Tourists

### Con i Flint
- 2003 – Device #1